# Charles-Amédée-Philippe van Loo
Charles-Amédée-Philippe van Loo (25 d'agost de 1719 – 15 de novembre de 1795) va ser un pintor francès de retrats i al·legories. El seu pare, el pintor Jean-Baptiste van Loo, ho va educar a Torí i Roma, on el 1738 va guanyar el Premi de Roma, a Ais de Provença, abans de tornar a París en 1745. Va ser convidat a unir-se a l'Acadèmia Reial de Pintura i Escultura de París el 1747, aquest mateix any es va casar amb Marie-Marguerite Lebrun, filla del pintor Michel Lebrun (va morir el 1753). Els seus germans van ser els pintors François van Loo (1708-1732), Louis-Michel van Loo (1707-1771) i Charles-André van Loo.